# Amphipogon debilis
Amphipogon debilis är en gräsart som beskrevs av Robert Brown. Amphipogon debilis ingår i släktet Amphipogon och familjen gräs. Inga underarter finns listade i Catalogue of Life.